# Итоговый турнир WTA 2012
Итоговый чемпионат тура Женской теннисной ассоциации 2012 (англ. 2012 TEB BNP Paribas WTA Championships) — турнир сильнейших теннисисток, завершающий сезон WTA. В 2012 году проходит 42-е по счёту соревнование для одиночных игроков и 37-е для парных. Традиционно турнир проводится поздней осенью — в этом году с 23 по 28 октября на кортах Синан Эрдем Даум в Стамбуле, Турция.
Прошлогодние победители:
- одиночки —  Петра Квитова
- пары —  Лизель Хубер /  Лиза Реймонд

## Квалификация
Квалификация на этот турнир происходит по итогам чемпионской гонки WTA.
- Подробнее об отборе и участницах, прошедших отбор

### Одиночный турнир
Золотистым цветом выделены теннисистки, отобравшиеся на Итоговый турнир года в Стамбуле. 
 Серебристым — запасные на турнире в Стамбуле. 
| Рейтинг Чемпионской гонки 2012 года. | Рейтинг Чемпионской гонки 2012 года. | Рейтинг Чемпионской гонки 2012 года. | Рейтинг Чемпионской гонки 2012 года. |
| #                                    | Теннисистка                          | Очки                                 | Турниры                              |
| ------------------------------------ | ------------------------------------ | ------------------------------------ | ------------------------------------ |
| 1                                    | Виктория Азаренко                    | 10 190                               | 17(16)                               |
| 2                                    | Мария Шарапова                       | 9115                                 | 16(13)                               |
| 3                                    | Серена Уильямс                       | 7900                                 | 14(12)                               |
| 4                                    | Агнешка Радваньская                  | 7095                                 | 21                                   |
| 5                                    | Анжелика Кербер                      | 5470                                 | 20                                   |
| 6                                    | Петра Квитова                        | 5215                                 | 19(17)                               |
| 7                                    | Сара Эррани                          | 4855                                 | 22                                   |
| 8                                    | Ли На                                | 4726                                 | 17(16)                               |
| 9                                    | Саманта Стосур                       | 4120                                 | 21                                   |
| 10                                   | Марион Бартоли                       | 3740                                 | 24                                   |

* — Все обязательные турниры в рейтинге учитываются как сыгранные.
* — В скобках указано фактическое количество сыгранных турниров (неофициальные данные).
В число участников одиночного турнира помимо 8 игроков основной сетки включают также двоих запасных.

### Парный турнир
| Рейтинг Чемпионской гонки 2012 года. | Рейтинг Чемпионской гонки 2012 года. | Рейтинг Чемпионской гонки 2012 года. | Рейтинг Чемпионской гонки 2012 года. |
| #                                    | Команда                              | Очки                                 | Турниры                              |
| ------------------------------------ | ------------------------------------ | ------------------------------------ | ------------------------------------ |
| 1                                    | Роберта Винчи Сара Эррани            | 10 097                               | 15                                   |
| 2                                    | Андреа Главачкова Луция Градецкая    | 7380                                 | 14                                   |
| 3                                    | Лизель Хубер Лиза Реймонд            | 7036                                 | 19                                   |
| 4                                    | Надежда Петрова Мария Кириленко      | 5325                                 | 12                                   |

## Соревнования

### Одиночные соревнования
Серена Уильямс обыграла  Марию Шарапову со счётом 6-4, 6-3.
- Уильямс выигрывает 7й титул в сезоне и 46й за карьеру в туре ассоциации.
- Шарапова уступает 6й финал в сезоне и 19й за карьеру в туре ассоциации.

### Парные соревнования
Мария Кириленко /  Надежда Петрова обыграли  Андреа Главачкову /  Луцию Градецкую со счётом 6-1, 6-4.
- Кириленко выигрывает 2й титул в сезоне и 12й за карьеру в туре ассоциации.
- Петрова выигрывает 2й титул в сезоне и 21й за карьеру в туре ассоциации.